# Бєлий Віктор Аркадійович
Віктор Аркадійович Бєлий (справжнє ім'я — Давид Аронович Бєлий; нар. 14 січня 1904, Бердичів — пом. 1983) — радянський російський композитор і музично-громадський діяч єврейського походження. Заслужений артист БРСР (1955). Заслужений діяч мистецтв РРФСР (1956). Написав музику до відомої пісні «Орлёнок» (1936).
Член КПРС з 1939.
На слова Тараса Шевченка написав мішаний хор без супроводу «Три шляхи» (в російському перекладі Олександра Безименського — «Три дороги», 1939). Автор статті «Українська музика за роки війни» (1945), в якій дав аналіз опери «Наймичка» і поеми «Чернець» М. Вериківського, написаних за творами Шевченка.
У 1957—1973 роках головний редактор журналу «Музыкальная жизнь».